# Raphictis
Raphictis — вимерлий рід хижоподібних ссавців з родини Viverravidae, що мешкав у еоцені Північної Америки.